# Ai&Grace
アイアンドグレース（英文社名：Ai＆Grace）は、東京都港区にある芸能育成スクール。

## 概要
2018年7月開設。芸能プロダクション株式会社愛企画の俳優、女優、モデル、アーティスト、タレント、アイドル、お笑い、声優などの幅広いジャンルの人材を育成しマネジメントする芸能育成スクールである。
新人開発のアイアンドグレース（Ai＆Grace）は、理事長に吉川愛美（株式会社愛企画　代表取締役社長）として、新人開発プロデューサーに神品信市が就任した。
近年ではK-POPアーティストの新人の発掘に力を入れている。
その他、俳優、声優、お笑い、ものまね、モデルなど、男女問わず幅広く様々なジャンルのタレントの発掘に力を注いでいる。

## 沿革
- 2018年7月1日-東京都港区東新橋2丁目に創業。
- 2018年8月1日-レッスンスタジオを汐留シオサイトに新設。プロデューサーに神品信市が就任する。

## 愛企画 所属俳優・タレント
- 宅麻伸
- 貴井美咲
- 五十嵐めぐみ
- 八田有加
- 加藤久雄
- 永池南津子
- 岡安由美子
- 大下英治

## 参考
1. ↑  母体の芸能プロダクション株式会社愛企画（代表 吉川愛美）である。所属俳優、タレントは宅麻伸をはじめ、五十嵐めぐみ・田淵幸一（プロ野球解説者）、他多数。
2. ↑  https://www.youtube.com/watch%3Fv%3D3yummMgnbkY